# Super Bowl XXV
El Super Bowl XXV es el nombre que se le dio al torneo de fútbol americano que definió al campeón de la temporada 1990-91 de la NFL. El partido se disputó el día 27 de enero de 1991 en el estadio Tampa Stadium de la ciudad de Tampa, Florida. Enfrentó al campeón de la AFC los Buffalo Bills y al campeón de la NFC los New York Giants. El título quedó en manos de los New York Giants, quienes vencieron por 20-19,  lo que fue el resultado más apretado de la historia. Con este triunfo obtuvieron su segundo título de Super Bowl

## Resumen del partido
Es recordado como uno de los Super Bowl mejor jugado, ya que no hubo intercepciones, ni balones sueltos (única vez en un Super Bowl). Los Buffalo Bills se fueron al descanso con ventaja por 12-10. En el tercer cuarto Otis Anderson puso en ventaja a los Giants con un acarreo de una yarda hasta la zona de anotación. Los Bills volvieron a pasar al frente cuando en el último cuarto Thurman Thomas corrió 31 yardas para la anotación.
Cuando restaban 7:40 minutos, Matt Bahr, de los Giants concretó un gol de campo de 21 yardas lo que puso el partido 20-19 a favor de Nueva York. En la última serie ofensiva del partido, los Buffalo Bills le dieron la oportunidad de ganar el partido a su pateador Scott Norwood, pero este falló el gol de campo de 47 yardas, dándole así el segundo título de Super Bowl a los New York Giants. 
El equipo entrenado por Bill Parcells tuvo la posesión del balón por 40 minutos con 33 segundos (nuevo récord en un Super Bowl). El mariscal de campo Hostetler completó 20 de 32 pases para 222 yardas y una anotación. El jugador más valioso fue Otis Anderson quien corrió 102 yardas en 21 acarreos.